# Марчинский, Иосиф Иосифович
Ио́сиф Ио́сифович Марчи́нский (укр.  Йо́сип Йо́сипович Марчи́нський, пол.  Józef Marczyński; 25 декабря 1952, с. Грубское, Житомирская область, УССР, СССР — 31 декабря 2022) — украинский скульптор. Заслуженный художник АР Крым (2009).

## Биография
1972 — окончил Львовское государственное училище прикладного искусства им. Ивана Труша (сейчас Львовский государственный колледж декоративного и прикладного искусства им. Ивана Труша).
1979 — окончил Львовский институт прикладного и декоративного искусства (сейчас Львовская национальная академия искусств). Там его учителями были Борисенко Валентин Назарович, Садовский Иосиф Антонович, Мысько Эммануил Петрович и Крвавич Дмитрий Петрович.
1987 — член Союза художников СССР.
1991 — член Национального союза художников Украины.
2006 — Государственная премия Верховной рады АР Крым.
2009 — заслуженный художник АР Крым.
Жил в Симферополе.
Творческие жанры : монументальная, парковая и станковая скульптура.
В ответ на предложение Посольства Украины в Армении разработал проект памятника Тарасу Шевченко для города Ереван. Министерством иностранных дел Украины, Министерством культуры Украины, Украинским всемирным координационным советом (УВКР), Держбудом Украины и Киевским горсоветом разработка была рассмотрена и предложена к реализации.
Скончался 31 декабря 2022 года.

## Основные конкурсы
- 1985 — вторая премия среди 12 творческих коллективов из европейских стран на Международном конкурсе на реконструкцию и художественное оформление центра города Две-Могили (Болгария).
- 1994 — предложение Иосифа Марчинского признано лучшим среди 28 проектов на Международном конкурсе на сооружение Монумента жертвам депортации крымских татар (Симферополь, Украина).
- 2001 — на конкурсе на сооружение памятника бывшему городскому голове Евпатории С. Е. Дувану проект предложен к реализации в кенассе Евпатории (Украина).
- 2004 — два предложения выиграли в конкурсе парковой скульптуры для обновлённой набережной Ялты.

## Основные монументальные работы
- Въездной знак в г. Бахчисарай (высота 11 м; бетон, медь; Крым, Украина)
- Въездной знак в г. Симферополь (со стороны Евпаторийского шоссе) (высота 14 м; нержавеющая сталь; Крым)
- Металлопластика на фасаде Дворца торжественных событий в Евпатории (8 м х 3,5 м х 1 м; латунь; Крым)
- «Сизиф» (высота 200 см; песчаник; Ямполь, Украина)
- «Материнство» (высота 195 см; гранит; Симферополь, Крым)
- «Рождение Христа» (высота 315 см; туф; Ереван, Армения)